# Правдюк, Николай Федотович
Никола́й Федо́тович Правдю́к (1902—1987) — советский материаловед, один из тех, кто решил задачу получения реакторного графита. Лауреат Сталинской премии.

## Биография
В 1920—1923 гг. учился в Таврическом (Крымском) университете (вместе с Курчатовым), специалист по электрометаллургии.
Работал в Бакинском университете (1924), в ЛФТИ (1924—1941), во время войны — в танковой промышленности.
С июня 1937 по июнь 1938 г. главный инженер и зам. директора завода № 4 ОАП НКАП (Москва/Балашиха, производство твёрдых сплавов и инструментов из них (резцы, свёрла, развёртки и др.).
С 1944 г. участник атомного проекта (по приглашению Курчатова). Научный работник Лаборатории № 2 (Лаборатория измерительных приборов АН СССР, позднее Институт атомной энергии им. Курчатова) с 1944 по 1969 годы, с 1951 зав. лабораторией.
Кандидат технических наук.

## Публикации
- Применение твердых сплавов на деталях, подвергающихся быстрому износу при производстве цемента [Текст] / инж. Н. Ф. Правдюк инж. Д. Л. Шмуклер; Гос. всес. ин-т по проектированию предприятий и по н.-и. работе в цемент. пром-сти «Гипроцемент». — Ленинград : Гипроцемент, Отрасл. отдел тех информации, 1940. — 104 с. : ил. и черт.; 20 см.
- Практика наплавки твердыми сплавами быстроизнашивающихся деталей промышленного оборудования / Н. Ф. Правдюк, Д. Л. Шмуклер. — М. : Металлургиздат, 1943. — 126 с.

## Награды
Сталинская премия III степени 1949 года — за участие в разработке и освоении технологии производства чистого графита.
Награждён орденом Трудового Красного Знамени (1949).